# 小宮山泰子
小宮山 泰子 （こみやま やすこ、1965年4月25日 - ）は、日本の政治家。立憲民主党所属の衆議院議員（8期）。
埼玉県議会議員（2期）、衆議院農林水産委員長、生活の党国会対策委員長兼選挙対策委員長、民進党副幹事長、立憲民主党執行役員、同企業・団体交流委員長などを歴任。

## 経歴

### 生い立ち
小宮山重四郎・乃理子(元宝塚歌劇団女優（宝塚歌劇団39期生）椿千代・桂典子)の長女として埼玉県川越市に生まれる。イギリス留学（高校在学中）を経て慶應義塾女子高等学校、慶應義塾大学商学部卒業。大学卒業後、日本電信電話(NTT)に入社。NTTを退社後は父の秘書の傍ら、裏千家茶道講師となる。茶道では宗節を名乗る。

### 埼玉県議会議員
1995年（平成7年）4月、埼玉県議会議員選挙に西8区（川越市）から自由民主党公認で立候補し当選。1999年（平成11年）に最高投票で再選。

### 国政へ

#### 自民党
2000年（平成12年）、第41回衆議院議員総選挙に埼玉7区から新進党公認で立候補し当選した中野清の自民復党が認められ、中野に敗れた次兄の小宮山徹が自民支部長を解任される。父以来の小宮山後援会はこれに反発し、同年6月、徹に代わって第42回衆議院議員総選挙に自民党の党籍を残したまま無所属で立候補するも落選。

#### 自由党・民主党
落選後、自民党を離党。2000年11月、自由党に入党する。2001年（平成13年）7月、第19回参議院議員通常選挙に自由党公認で埼玉県選挙区から立候補し落選。比例東北ブロック選出の衆議院議員石原健太郎の公設第一秘書を経て、2003年（平成15年）9月の民主党と自由党の合併に伴い、民主党埼玉県第7総支部総支部長に就任する。同年11月、第43回衆議院議員総選挙に民主党公認で埼玉7区から立候補し初当選。
2005年（平成17年）3月、日本大学大学院総合社会情報研究科国際情報専攻の修士課程を修了。修士（国際情報）を取得。同年9月11日、第44回衆議院議員総選挙に立候補し落選。比例北関東ブロックで復活当選した（2期目）。
2009年（平成21年）5月11日、小沢一郎が民主党代表辞任を表明。小沢の辞任に伴う代表選挙（5月16日投開票）では鳩山由紀夫の推薦人に名を連ねた。同年8月30日の第45回衆議院議員総選挙に立候補し3期目の当選を果たす。
2010年（平成22年）9月、衆議院外務委員長だった鈴木宗男の失職に伴い、筆頭理事から委員長代行に就任。同年10月、衆議院議事進行係に就任。
2011年（平成23年）8月26日、菅直人首相が民主党代表辞任を正式に表明。菅の辞任に伴う代表選挙（8月29日投開票）では海江田万里の推薦人に名を連ねた。
2012年（平成24年）の消費増税をめぐる政局では、6月26日の衆議院本会議で行われた消費増税法案の採決で、党の賛成方針に反して反対票を投じた。7月2日には山岡賢次らを介して離党届が提出された。民主党は7月3日の常任幹事会で離党届を受理せず除籍処分とする方針を決定し、7月9日の常任幹事会で正式決定した。

#### 国民の生活が第一・日本未来の党・生活の党
2012年（平成24年）7月11日の国民の生活が第一結党に参加し、党組織・団体委員長に就任。同年11月の第46回衆議院議員総選挙に日本未来の党公認・新党大地推薦で出馬。しかし民主党から対立候補として元参議院議員の島田智哉子を立てられ、得票を前回より10万票近く減らし小選挙区落選となるも、比例北関東ブロックにて復活当選（4期目）。同年12月の日本未来の党分裂に際しては小沢一郎と行動を共にし、生活の党に参加した。2013年1月、生活の党国会対策委員長に就任。同年8月より同党選対委員長。

#### 民主党復党・民進党へ
2014年（平成26年）12月の第47回衆議院議員総選挙では、鈴木克昌と共に生活の党から民主党に復党し 同党の公認で出馬することを発表した。選挙結果は、小選挙区では敗れたが、比例で当選し、5期目を果たした。
2016年、民主党と維新の党が合併して結成された民進党に参加。

#### 希望の党からの出馬
2017年の第48回衆議院議員総選挙に、埼玉7区から希望の党公認候補として出馬した。再び小選挙区で敗れたが、比例で当選し6選。

#### 国民民主党

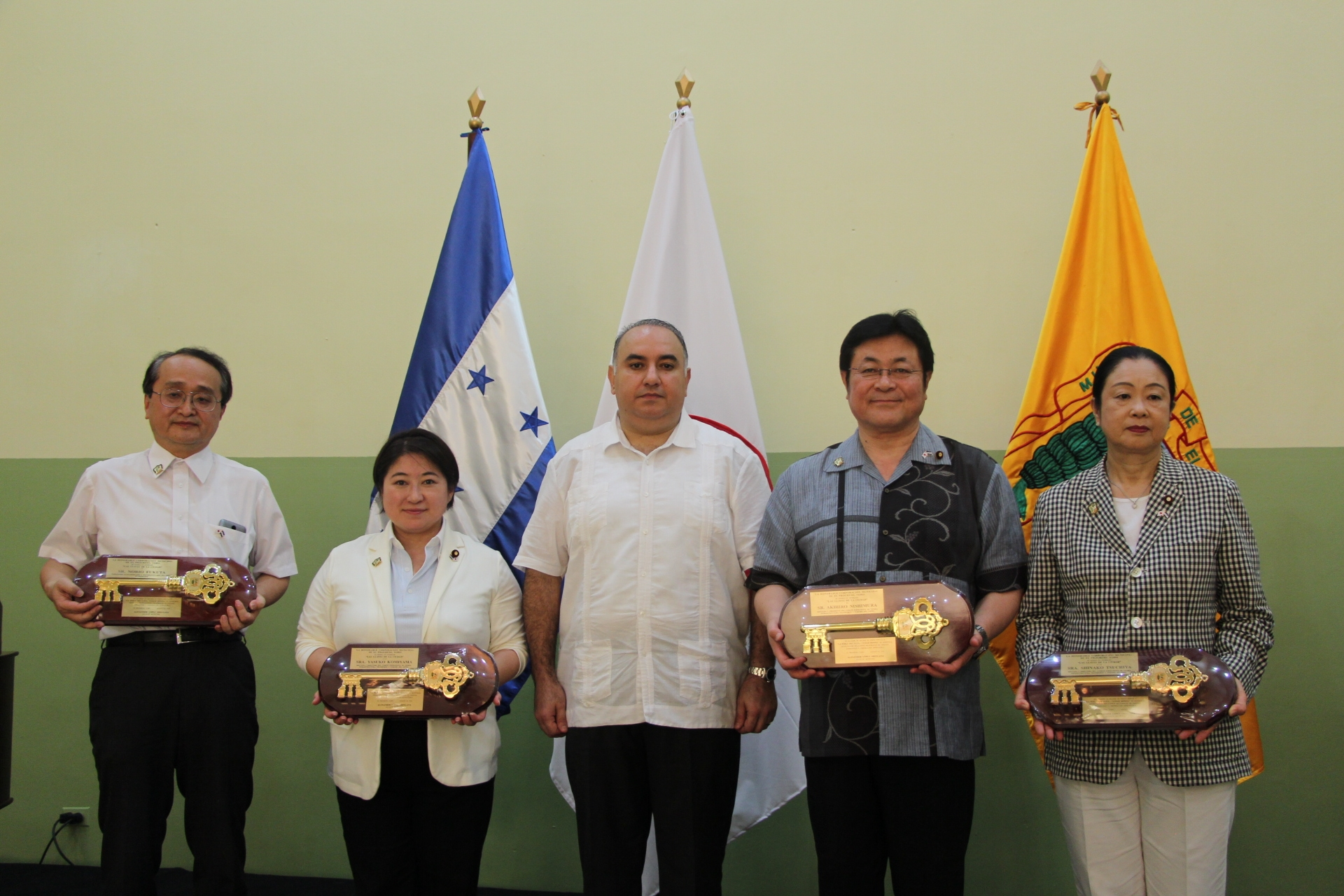
ホンジュラスにて。西村明宏、土屋品子らと（2018年、左から2人目）

2018年5月7日、民進党と希望の党が合流して結党された国民民主党に参加。5月8日、国民民主党の企業団体局長に就任した。

#### 立憲民主党
2020年9月15日、旧立憲民主党、旧国民民主党などが合流し、新「立憲民主党」が設立。小宮山も新党に参加。
2021年10月31日の第49回衆議院議員総選挙は立憲民主党公認で立候補。小選挙区では再び落選したが、比例で当選し7選。同年12月6日、立憲民主党は、執行役員12人のうち6人を女性とする新たな人事を決定。小宮山は執行役員である企業・団体交流委員長に選任された。2022年8月、企業・団体交流委員長を退任。同年9月13日、立憲民主党の次の内閣でネクスト国土交通・復興大臣に就任した。
2024年10月27日の第50回衆議院議員総選挙は立憲民主党公認で立候補。小選挙区で15年振りに当選し8選。

## 政策・主張
政策提言
衆議院選挙ちらしでは以下の3点を政策提言にあげた。
- くらしを守る。
- 子供の将来を守る。再生可能エネルギー活用の加速。
- 格差是正、正規雇用推進。

夫婦別姓制度
選択的夫婦別姓制度の導入に賛成。
報徳思想
江戸時代の農政家、篤農家である二宮尊徳（二宮金次郎）らが提唱した報徳思想に関心を持ち、福田昭夫らにより結成された「二宮尊徳思想研究会」にも参加した。
受動喫煙問題
- 受動喫煙防止を目的とした健康増進法改正について、原則屋内禁煙に反対。
  - 松原仁が発足した分煙推進議員連盟に所属しており、2017年に厚生労働省が提出した原則屋内禁煙の受動喫煙防止法案に議連を挙げて反対した[33][34]。
  - 2017年2月10日の分煙推進議員連盟の会合において、「室内全面禁煙にした場合の、経済損失、税収減の試算はないのか」と発言した[33]。

## 所属団体・議員連盟
- 消費税減税研究会（幹事）[35]
- 有志議員による建設職人の安全・地位向上推進議員連盟（幹事長代行）
- 永住外国人の地方参政権を慎重に考える勉強会
- 日華議員懇談会
- 国内酒造・酒販振興議員連盟（事務局長）
- 機構住宅居住者の住まいの安定を守る議員連盟（事務局長）
- 二宮尊徳思想研究会
- 立憲民主党 国内酒業振興議員連盟 [36]
- 立憲民主党 冠婚葬祭互助制度振興議員連盟（幹事長）[37]
- たばこ産業政策議員連盟[1]
- 分煙推進議員連盟[1]
- パチンコ・チェーンストア協会（政治分野アドバイザー）
- 慰安婦問題と南京事件の真実を検証する会
- 水制度改革議員連盟（副代表）[38]
- JR総連から組織推薦候補として支援を受けており[39]、JR総連推薦議員懇談会の事務局共同代表を務めている[40]。

## 院外役職
- 埼玉県映画協会（顧問）
- 川越鳶組合（顧問）
- 裏千家埼玉県西武支部顧問（教授）
- 川越市ソフトボール協会（顧問）
- 社団法人川越青年会議所OB会（会員）
- ママさんバレーボール大会（会長）

## 旧統一教会との関係
安倍晋三銃撃事件の動機とされる政治家と統一教会との癒着問題を受け、立憲民主党が所属議員を調査したところ統一教会及び関連団体に接触した議員8名のうちの1人と判明した。
2022年8月2日に立憲民主党から発表された「立憲民主党の旧統一教会とのかかわり調査結果」において、2003 - 2006年まで、旧統一教会関連団体に5回祝電を送ったことが明らかになっている。小宮山はホームページ上でも、統一教会とは別の有志会合として依頼があり、2006年以前に祝電を送ったことを認め、謝罪した。
『やや日刊カルト新聞』にて、2016年開催の天宙平和連合「祖国郷土還元日本大会」に祝電を送った旨の報道（2017年10月26日当時のアーカイブ）があったが、このイベント自体開催された痕跡がなく、ホームページ上でも否定。「立憲民主党の旧統一教会とのかかわり調査結果」の中では『やや日刊カルト新聞』の「事実誤認」とされた。なお『やや日刊カルト新聞』からも2016年の小宮山に関する記述は削除されている（2022年9月現在）。

## 人物
- 趣味は、スキー、テニス、茶道（裏千家）、電子メール、華道（小原流）、映画・歌舞伎鑑賞[1]。
- 好きな食べ物は、スパゲッティ、納豆[1]
- 好きな言葉は「厳谷栽松」[1]

### 家系
- 父は自由民主党の元衆議院議員で郵政大臣を務めた小宮山重四郎
- 母は女優の小宮山乃理子（宝塚歌劇団39期生。芸名は椿千代→桂典子）[46][47]
- 祖父は元参議院議員の小宮山常吉
- 伯父は旧平和相互銀行創業者、元太平洋クラブ・クラウンガスライター会長等の小宮山英蔵。英蔵の孫にミュージシャンの小宮山雄飛がいる。
- 母方の伯母は女優の新珠三千代
  - 家族・親族の詳細は小宮山重四郎の項を参照。

### その他
- 産経新聞の報道によると、2015年9月16日に行われた平和安全法制の国会審議において社民党の福島瑞穂、民主党の辻元清美らと理事会室前のドア前を塞ぎ、質疑開始を遅らせた[48]。
- 2012年2月、次兄の宝くじ販売会社「ニューロッタリーサービス」に融資した男性が資金の返還を求めた訴訟判決で、連帯保証していたとしてさいたま地裁川越支部から議員歳費と期末手当を差し押さえられる[49]。

## 選挙歴
| 当落 | 選挙                     | 執行日         | 年齢 | 選挙区       | 政党         | 得票数     | 得票率 | 定数 | 得票順位 /候補者数 | 政党内比例順位 /政党当選者数 |
| ---- | ------------------------ | -------------- | ---- | ------------ | ------------ | ---------- | ------ | ---- | ------------------ | ---------------------------- |
| 当   | 1995年埼玉県議会議員選挙 | 1995年4月      | 29   | 西8区        | 自由民主党   |            |        |      | /                  | /                            |
| 当   | 1999年埼玉県議会議員選挙 | 1999年4月11日  | 33   | 西8区        | 自由民主党   | 2万3883票  |        | 4    | 1/7                | /                            |
| 落   | 第42回衆議院議員総選挙   | 2000年06月25日 | 35   | 埼玉県第7区  | 無所属       | 5万3334票  | 24.08% | 1    | 2/5                | /                            |
| 落   | 第19回参議院議員通常選挙 | 2001年07月29日 | 36   | 埼玉県選挙区 | 自由党       | 34万5810票 | 12.42% | 3    | 5/13               | /                            |
| 当   | 第43回衆議院議員総選挙   | 2003年11月09日 | 38   | 埼玉県第7区  | 民主党       | 9万7353票  | 46.82% | 1    | 1/4                | /                            |
| 比当 | 第44回衆議院議員総選挙   | 2005年09月11日 | 40   | 埼玉県第7区  | 民主党       | 10万6542票 | 42.50% | 1    | 2/3                | 3/7                          |
| 当   | 第45回衆議院議員総選挙   | 2009年08月30日 | 44   | 埼玉県第7区  | 民主党       | 14万2556票 | 54.94% | 1    | 1/5                | /                            |
| 比当 | 第46回衆議院議員総選挙   | 2012年12月16日 | 47   | 埼玉県第7区  | 日本未来の党 | 4万4415票  | 19.81% | 1    | 3/5                | 1/1                          |
| 比当 | 第47回衆議院議員総選挙   | 2014年12月14日 | 49   | 埼玉県第7区  | 民主党       | 7万3513票  | 35.48% | 1    | 2/4                | 1/4                          |
| 比当 | 第48回衆議院議員総選挙   | 2017年10月22日 | 52   | 埼玉県第7区  | 希望の党     | 7万8202票  | 37.99% | 1    | 4/4                | 4/4                          |
| 比当 | 第49回衆議院議員総選挙   | 2021年10月31日 | 56   | 埼玉県第7区  | 立憲民主党   | 9万3419票  | 41.73% | 1    | 1/3                | 3/5                          |
| 当   | 第50回衆議院議員総選挙   | 2024年10月27日 | 59   | 埼玉県第7区  | 立憲民主党   | 7万3293票  | 39.70% | 1    | 1/4                | /                            |